# خوسيه فيريرا
خوسيه فيريرا (بالإسبانية: José Ferreira)‏ هو دراج فنزويلي، ولد في 19 مايو 1934.

## وصلات خارجية
- خوسيه فيريرا على موقع أرشيف الدراجات (الإنجليزية)
- خوسيه فيريرا على موقع إحصائيات الدراجات الإحترافية (الإنجليزية)
- خوسيه فيريرا على موقع أوليمبيديا (الإنجليزية)